# Burg Alteinöd

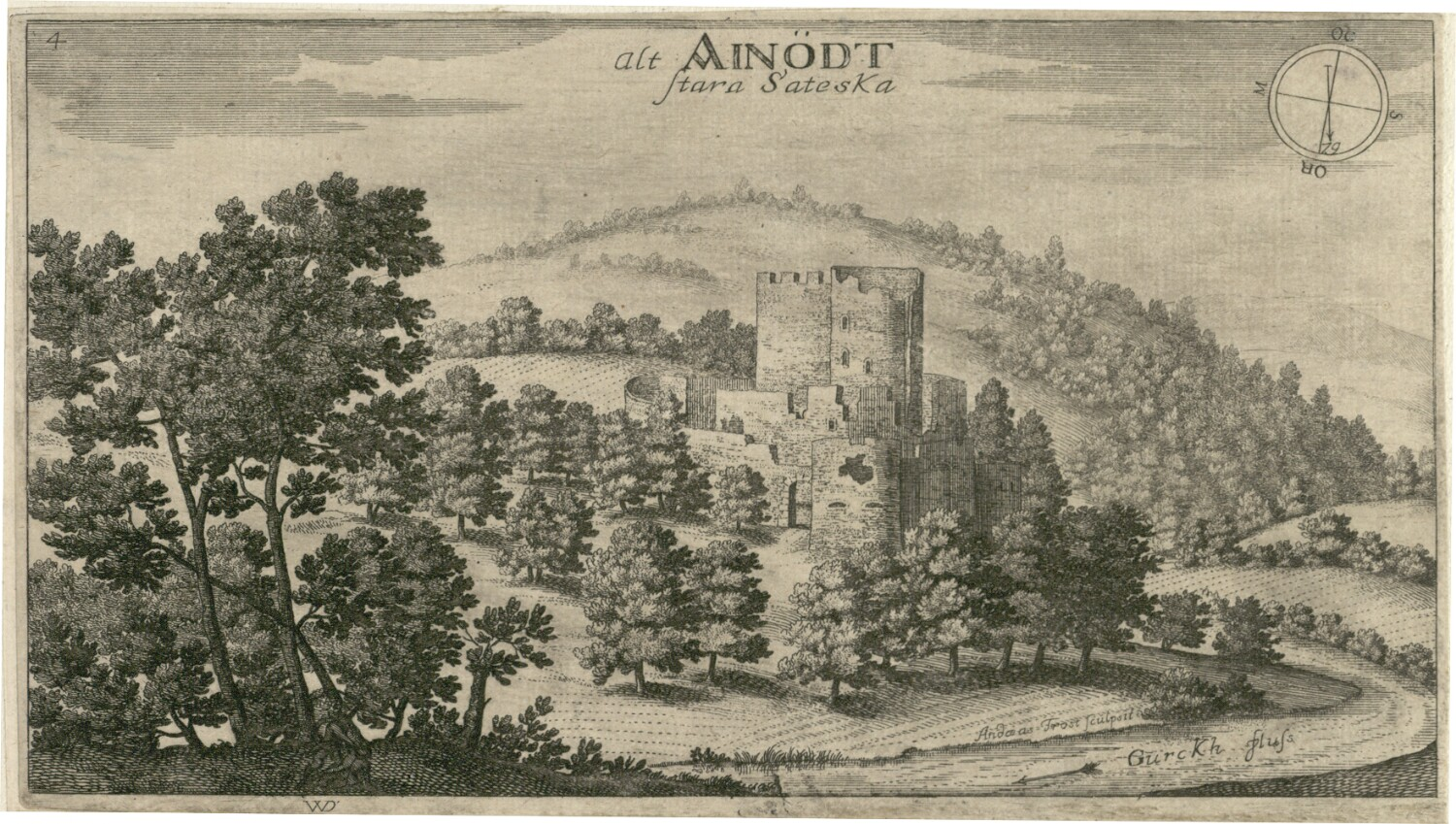
Zeichnung der noch fast vollständigen Ruine von Johann Weichard von Valvasor (ca. 1679)

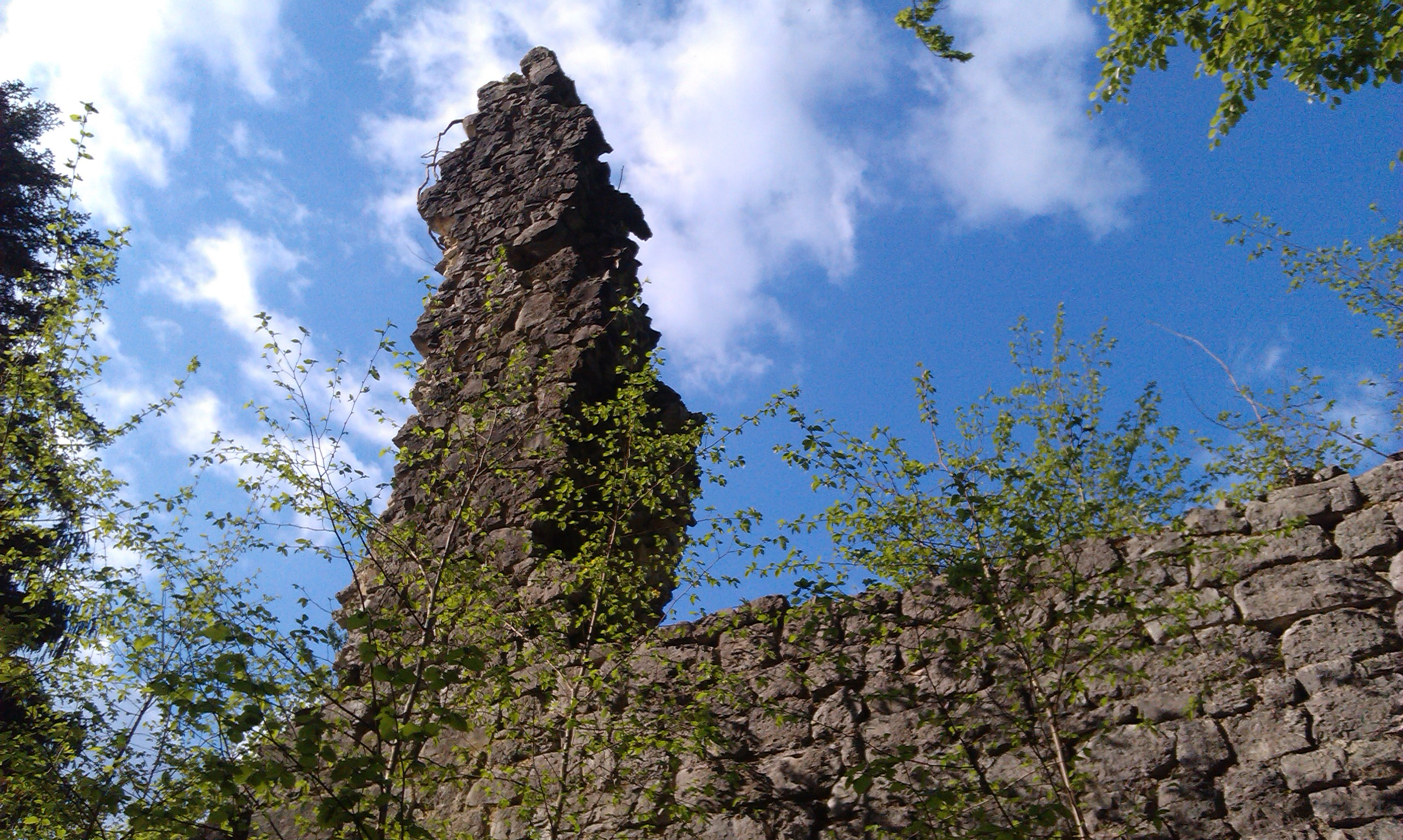
Ruinen der Ringmauer mit anstehendem Gebäuderest

Die einst mächtige mittelalterliche Burg Alteinöd (slowenisch: Grad Stara Soteska) nahe dem Ort Loška vas (dt. Sankt Martin in der Au), Teil der Gemeinde Dolenjske Toplice (dt. Töplitz in der Unterkrain) im heutigen Slowenien, gehörte im Mittelalter zum Kreis Neustädtl im Unterkrain, hieß ursprünglich Ainöd und ist heute eine unter Bäumen und Gestrüpp verborgene Burgruine. Die Bezeichnung Alteinöd kam auf, nachdem in der ersten Hälfte des 17. Jahrhunderts auf dem gegenüberliegenden Ufer der Gurk ein repräsentatives und wehrhaftes Schloss beim heutigen Ort Soteska (dt. Ainödt, auch Einöd in der Unterkrain), ebenfalls Teil der Gemeinde Dolenjske Toplice, erbaut worden war und von da an den Namen Ainöd übernahm.

## Lage

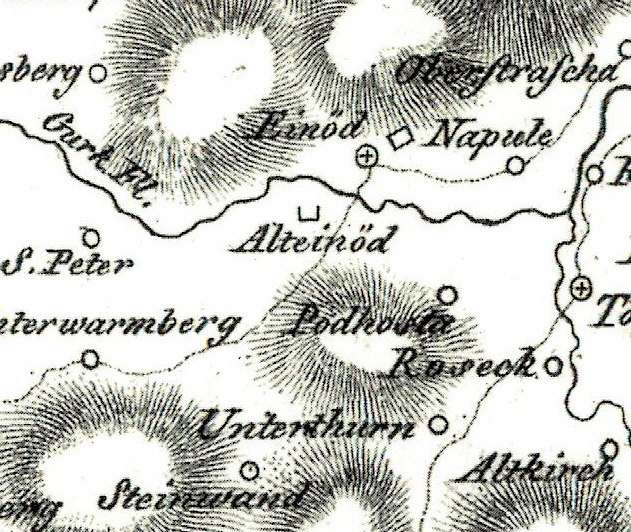
Der Kreis Neustädtel, Unterkrain
Kartenausschnitt von 1797

Die Burg erhob sich auf einem steilen, jetzt bewaldeten Felsvorsprung am rechten Ufer der Krka (Gurk) gegenüber dem Ort Soteska (zu deutsch ‚Schlucht‘, ‚Talenge‘). Das Tal erscheint hier sehr eng, die umgebenden Berge reichen bis zu 500 Meter über den Talgrund auf, daher besaß der Verkehr auf der Gurk eine besondere Bedeutung. Benutzt man ein Floß oder Boot, so trifft man auf dem halben Wege zwischen Žužemberk (Seisenburg) und Novo mesto (Neustädtel) auf die kaum 900 Meter messende Talenge bei Soteska. Hier querten alte Handelsstraßen und Wege den Fluss: am linken Ufer lag ein Weg, der von Weichselburg kommend, die Krain mit der Windischen Mark verband. Ein Weg führt weiter am Fluss entlang nach Novo mesto und ein dritter jenseits des Flusses an Rožek (Rossek) vorbei nach Črnomelj (Tschernembl) in die Bela krajina (Weiße Mark). Die heutigen Straßen 214 und 216 markieren die Lage der einstigen Haupthandelswege, diese suchten einen möglichst günstigen Aufstieg oder Umweg, um die Berge zu bewältigen. Durch die Topografie des Geländes war es jedoch auch im Nahbereich der Burg möglich, durch ein schmales, nach Süden aufsteigendes Seitental bis in die Gipfellage der südlichen Berge aufzusteigen. Auch die modernen Forst- und Wanderwege nutzen diesen Aufstieg.
In seiner 1689 publizierten landeskundlichen Beschreibung schildert Valvasor die Lage der Burg mit den folgenden Worten:

„Es scheinet des Teutschen Namen erzeuget zu haben von deß Orts Gelegenheit (Lage); sintemal es daherum eine rechte Einöde war, mit eitel hohem Gebirge und unwegsamen Wäldern umzingelt, eine warhaffte Wildniß vorstellend, welche von umliegenden Häusern und Lust-lächelnden Baufeldern, gäntzlich leer und dieser Vergnüglichkeiten beraubt.“

## Geschichte
Der Ortsname Ainöd erscheint erstmals im Jahre 1145; damals soll es die Burg noch nicht gegeben haben.
Die Burg Alteinöd wurde im Jahre 1311 in einem Verzeichnis der Besitztümer von Herzog Heinrich von Kärnten erstmals erwähnt: „der taeber mit der vest zur Ainöde“. Der Begriff Taeber stammt aus dem slowenischen Wort Tabor, in diesem Zusammenhang bedeutet es Wehrmauer, Wehrkirche und Befestigung.
Die Burg Alteinöd war zu Beginn des 14. Jahrhunderts Stammsitz der Herren von Ainöd. Sie lag damals im Herrschaftsbereich der Grafen von Görz.
Wann und von wem die Burg erbaut wurde, ist nach bisherigem Forschungsstand nicht bekannt. Aufgrund der noch vorhandenen Bausubstanz folgert Stopar, dass die Anfänge der Burg bereits im 12. Jahrhundert zu suchen sind.
Kos schließt es nicht aus, dass Ainöd bis 1209 im Herrschaftsbereich der Weichselberg und bis 1228 im Herrschaftsbereich der Andechs lag.
Obwohl die Burg wehrhaft war, wurde sie im Jahre 1438 vermutlich vom Cillier Feldhauptmann Jan Vitovec erobert und zerstört, und danach von den Besitzern wiederaufgebaut. Aus einem Brief aus dem Jahre 1495 geht hervor, dass der damalige Besitzer der Burg, Georg von Scheyer, den Hauslehrer seiner Tochter Katharina, in den sie sich verliebt hatte, von der Burg jagte und ihn einem Verwandten übergab, der ihn ertränken ließ. Die Tochter Katharina fristete den Rest ihres Lebens im Kloster Michelstetten als Nonne.
Im 19. Jahrhundert weisen österreichisch-ungarische Karten den Wald zwischen den Städten Žužemberk und Novo mesto als Forstbezirk Alteinöd aus.

## Bauliche Beschaffenheit
Von der einst mächtigen Burganlage sind nur noch Reste zu sehen. Die Kernburg bestand aus dem Palas in der Form eines romanischen runden Bergfriedes mit anlehnender zinnenbekrönter Schildmauer, umgeben von zwei parallel verlaufenden Mauern eines vermutlichen Zwingers und mehreren Rundtürmen in der Außenmauer.
Valvasor berichtet weiter:
„Das Schloß ist an sich selbst dreyfach ineinander gebauet gewesen, und zeigen die annoch sichtbare Mauern und Festungs-Trümmer, wie prächtig ehmaln und wohlverwahrt, dieses jetzt zerstörte Schloß gepranget. Über alles andere sind die, in den härtesten Felsen eingehauene Gefängnisse Bewunderns würdig; in welchen vor diesen gefangene Türcken einquartiert worden. Die dann wegen der schlechten Bewirthgung und unaufgeräumten Zimmer ziemlich diese Festung gefürchtet und gescheuet, auch darum dieselbe mit einem besonderen Namen Seleni Grad, das ist grün Schloß beleget. Welches Namens wegen diese Festung biß auf den heutigen Tag bey denen Türcken bekandt.“

## Besitzer
Valvasor nennt als erste bekannte Besitzer der Burg Rudolf und Ulrich von Ainöd, die dort um 1231 lebten. Die Burg blieb Besitz der Ainödt bis zum Jahre 1444. Um diese Zeit heiratete Margarethe von Ainödt Caspar I. von Scheyer. Mit der Heirat von Felizitas von Scheyer mit Adam von Gallenberg um das Jahr 1600 kam Alteinöd an diese Familie, die bis 1733 Besitzer der Burg blieben. Um 1644 erbaute Georg Siegmund von Gallenberg am linken Ufer der Gurk das neue Schloss, das nunmehr Ainödt hieß. Sein Sohn und Erbe, Graf Siegfried Balthasar, verkaufte beides im Jahre 1733 an den Grafen Dismas von Auersperg.

## Abbildungen
- Franz von Kurz zum Thurn und Goldenstein, Stara Soteska – Alteinöd um 1860; Gouache und Tusche, Original im Graphischen Kabinett im Nationalmuseum Ljubljana, Inventarnr. 7341, (Abbildungen davon in: Majda Smole, Graščine, S. 454).
- Johann Weichard von Valvasor: Alteinöd Kupferstich In: Die Ehre dess Hertzogthums Crain. II. Band, XI. Buch, S. 12.